# AllRise
AllRise ist ein gemeinnütziger österreichischer Verein zur „Förderung des Umweltschutzes, der Demokratie und der Rechtsstaatlichkeit“, der auf Klimaklagen fokussiert ist und ihnen weltweit mit Hilfe der Strafgerichtsbarkeit Geltung verschaffen will. Gegründet wurde er im März 2021 in Wien vom Unternehmer Johann Wesemann, dem Anwalt Wolfram Proksch und drei Mitstreitern. Fachlich stützt sich die Initiative auf einen Beirat aus hochrangigen internationalen Klimawissenschaftlern und Juristen.

## Klageschrift gegen Jair Bolsonaro
International bekannt wurde die Organisation durch ihre Klage gegen den brasilianischen Präsidenten Jair Bolsonaro beim Internationalen Strafgerichtshof (IStGh) in Den Haag. Am 12. Oktober 2021 reichte AllRise ein 286 Seiten starkes Dossier beim IStGh ein, das Bolsonaros Politik für Regenwaldzerstörung mit weltweiten Folgen verantwortlich macht: der Verwüstung ganzer Regionen, millionenfacher Vernichtung von Lebensgrundlagen, Hungersnöten, Flucht, Vertreibung und Tod. Ökozid, also massive Naturzerstörung, gehört zwar – anders als Verbrechen gegen die Menschlichkeit – bisher nicht zu den Straftatbeständen, für die der IStGh explizit zuständig ist. AllRise argumentiert jedoch: „Verbrechen gegen die Umwelt sind Verbrechen gegen die Menschlichkeit. Mit unserer ersten Anzeige wollen wir einen Präzedenzfall schaffen, um politische EntscheidungsträgerInnen dieser Welt, die gezielt und bewusst unseren Planeten zerstören, zur Rechenschaft zu ziehen.“ Zum großen Team aus Rechts- und Klimawissenschaft, das die Klageschrift vorbereitet hat, gehören Friederike Otto, eine der Hauptautoren des neuesten Klimaschutzberichts des IPCC, und Howard Morrison, ehemaliger Richter am IStGh. Internationale Medien, wie der Guardian, CNN und Le Monde, griffen das Thema auf.
Um die Öffentlichkeit zu sensibilisieren, startete AllRise parallel die Kampagne und Petition „The Planet Vs. Bolsonaro“. Unterstützt wird AllRise dabei u. a. von der Deutschen Umwelthilfe (DUH), die große Erfahrung mit Klimaklagen mitbringt und zuletzt erfolgreich Verfassungsbeschwerde gegen das deutsche Klimaschutzgesetz durchsetzte.
Im Juli 2024 wurden von AllRise nach Zurückweisung durch den Verfassungsgerichtshof (VfGH) eingereichte Beschwerden bei der EU-Kommission und vor dem Europäischen Gerichtshof für Menschenrechte (EGMR) gegen den zu hohen Bodenverbrauch in Österreich bekannt.